# ロバート・バロー
ロバート・ジョセフ・バロー（Robert Joseph Barro、1944年9月28日 - ）は、アメリカのマクロ経済学者、ハーバード大学教授。景気循環論、経済成長論、新古典派総合、公共政策の分野で貢献がある。

## 経歴
- 1944年 ニューヨークで生まれる。
- 1965年 カリフォルニア工科大学を卒業(物理学士)する。
- 1968 - 1972年 ブラウン大学の助教授となる。
- 1970年 ハーバード大学で経済学のPh.Dを取得（学位論文“Inflation, the Payments Period, and the Demand for Money”）。
- 1972 - 1973年 ブラウン大学の准教授となる。
- 1973 - 1975年 シカゴ大学の准教授となる。
- 1975 - 1978年 ロチェスター大学の教授となる。
- 1977年 フーバー研究所のフェローとなる（1977年-1978年、1989年-1990年、1993年-1994年）。
- 1978 - 1982年 ロチェスター大学のJohn Munro Professor of Economicsとなる。
- 1978年 - 全米経済研究所（NBER）のリサーチ・アソシエイトとなる。
- 1980年 - 計量経済学会のフェローとなる。
- 1982 - 1984年 シカゴ大学の教授となる。
- 1984 - 1987年 ロチェスター大学の芸術科学卓越教授＆経営大学院ファイナンス教授となる。
- 1987 - 1995年 ハーバード大学の教授となる。
- 1988年 - アメリカ芸術科学アカデミーのフェローとなる。
- 1995 - 2004年 ハーバード大学のRobert C. Waggoner Professorとなる。
- 1998年 アメリカ経済学会の副会長となる。
- 2003年 - 2005年 トムソン・ロイター引用栄誉賞受賞。
- 2004年 - ハーバード大学のPaul M. Warburg Professor of Enonomicsとなる。

## 業績
- 1974年の国債が影響力を持たないという論文で脚光を浴びた。国債の増加は将来の増税を見越して遺産が増えるために経済に対しての影響を持たないとするものである。これはブラインダー・ソローの結果に対する応答であり、そこでは所得効果によって政府の借用が保証されるというものであった。彼の結果はリカードの等価定理を拡張したものである。
- 1976年の論文も有名であり、そこでは合理的な個人を仮定しても、情報の不完全性がある場合に貨幣が実物経済へ影響を与えることを示した。それは金融政策の変更への対応ではなく、不確実性への対応からくることがポイントとなっている。このようにして、新古典派の枠組みでも貨幣の役割を考察することができるとした。なおロバート・ルーカスも同種の問題を扱っている。
- 1983年には非対称情報の議論を中央銀行の役割に当てはめ、インフレーションに闘うにはインフレターゲットを設定して失業問題には対応しないことが重要だと示した。
- 1990年代の彼の業績は経済成長に関してのものである。内生的成長論を唱え、イノベーションと経済成長の関係を重視した。
- Public Choiceに政治経済学的な考察を載せることもあった。最近では、宗教が経済にもたらす影響を分析している。

## 主張
- 容姿の差による所得格差を是正するため、機会均等の観点から「美男美女税」「不器量補助金」の導入を主張している[2]。

## 著書

### 単著
- Money, Expectations, and Business Cycles: Essays in Macroeconomics, (Academic Press, 1981).
- Macroeconomics, (Wiley, 1984, 2nd ed., 1987, 3rd ed., 1990, 4th ed., 1993, 5th ed., 1997).

谷内満訳『マクロ経済学』（多賀出版, 1987年）
- Macroeconomic Policy, (Harvard University Press, 1990).
- Getting It Right: Markets and Choices in a Free Society, (MIT Press, 1996).

仁平和夫訳『経済学の正しい使用法――政府は経済に手を出すな』（日本経済新聞社, 1997年）
- Determinants of Economic Growth: A Cross-country Empirical Study, (MIT Press, 1997).

大住圭介・大坂仁訳『経済成長の決定要因――クロス・カントリー実証研究』（九州大学出版会, 2001年）
- Nothing Is Sacred: Economic Ideas for the New Millennium, (MIT Press, 2002).

中村康治訳『バロー教授の経済学でここまでできる!』（東洋経済新報社, 2003年）

### 共著
- Money, Employment and Inflation, with Herschel I. Grossman, (Cambridge University Press, 1976).

加藤寛孝・大住栄治訳『貨幣・雇用およびインフレーション』（マグロウヒル好学社, 1982年）
- European Macroeconomics, with Vittorio Grilli, (Macmillan Press, 1994).
- Economic Growth, with Xavier Sala-i-Martin, (MIT Press, 1999, 2nd ed., 2004).

大住圭介訳『内生的経済成長論（1-2）』（九州大学出版会, 1997年/第2版, 2006年）

### 編著
- Modern Business Cycle Theory, (Harvard University Press, 1989).

### 共編著
- Currency Unions, co-edited with Alberto Alesina, (Hoover Institution Press, 2001).